# Dalešice (Vysočina)
Dalešice è un comune mercato della Repubblica Ceca facente parte del distretto di Třebíč, nella regione di Vysočina.